# 董中原
董中原（1956年11月—），男，汉族，北京人，中华人民共和国政治人物，中华全国归国华侨联合会副主席、党组副书记。中国共产党党员，第十二届全国人民代表大会河南地区代表。

## 生平
毕业于中国人民大学新闻专业。2008年，当选第十一届全国政协委员，代表中华全国归国华侨联合会，分入第二十五组。并担任港澳台侨委员会专委。2018年2月24日，当选为第十三届全国人大代表。